# Barkóczy Ferenc (érsek)
Szalai gróf Barkóczy Ferenc (Csicsva, 1710. október 15. – Pozsony, 1765. június 18.) bölcselettudor, esztergomi érsek, helytartósági tanácsos és a Szent István rend nagykeresztes vitéze

## Élete
A főnemesi gróf szalai Barkóczy család sarja. Apja, gróf szalai Barkóczy Ferenc, Zemplén vármegyei főispán, anyja, zicsi és vázsonykői gróf Zichy Juliánna volt. Apai nagyszülei gróf Barkóczy Ferenc kuruc tábornok és gróf gersei Pethő Zsuzsanna (†1694) voltak. Anyai nagyszülei gróf zicsi és vázsonykői Zichy István (1647-1700), császári és királyi kamarás, valóságos belső titkos tanácsos, Győr parancsnoka, koronaőr, Komárom vármegye főispánja, és báró bribéri Melith Mária Klára voltak. Leánytestvére, gróf Cziráky Józsefné gróf szalai Barkóczy Borbála költőnő volt.

### Ifjúsága
Alsóbb iskoláit Kassán, a bölcseletet Nagyszombatban, a teológiát négy év alatt Rómában végezte, ahol a Collegium Germanico-Hungaricum növendékeként szerzett doktorátust.
1730-ban még nagyszombati növendékpapként védett bölcseleti tételeket, és ennek jutalmául III. Károly királytól aranyláncot nyert és az iváncai prépost címet.
Tanulmányai végeztével nemsokára egri kanonok lett és a város plébánosa. 1740-ben szepesi préposttá, majd tenegriai címzetes püspökké, az esztergomi szék szepesi helynökévé nevezték ki, majd 1741-ben titkos tanácsossá, 1743-ban a hétszemélyes tábla közbírájává.

### Egri püspök
1745-ben lett egri püspök, emellett Heves és Külső-Szolnok vármegye főispánja.
- 1754-ben megalapította a püspöki nyomdát.
- Gondoskodott az egri kórház továbbfejlesztéséről.
- A bécsi szeminárium 1752-53-as reformját követve 1754-ben átalakította az egri papképzést; ez a reformja  máig hat.
- 1754. április 2-án megszervezte a 12. kanonokságot. A Telekesy-féle papnevelő intézetet elvette a jezsuitáktól, és az új kanonoksághoz rendelte, és ennek élére teológus-kanonoknak azt az Ambrasovszky Mihály prépostkanonokot és szabolcsi főesperest nevezte ki, akivel együtt voltak kollégisták Rómában.
- A papneveldét egyetemmé kívánta fejleszteni, és 1761-ben megbízta Josef Ignaz Gerl (1734–1798) építészt az épület terveinek elkészítésével.
- Egri püspökként ő nyomatta ki Haller László regényfordítását (Telemakus bujdosásának történetei, Kassa, 1755).[1]

### Esztergomi érsek

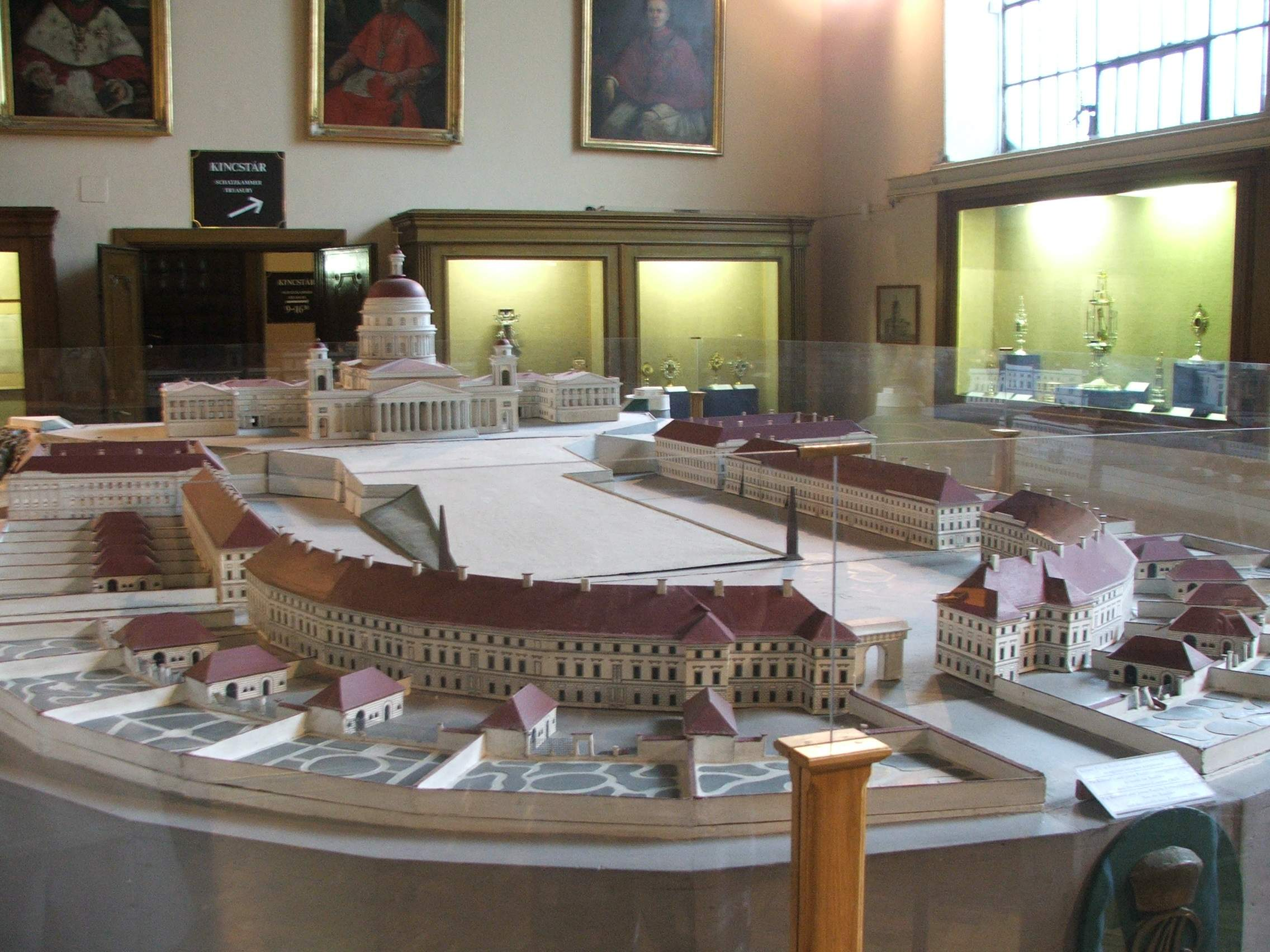
Az átépítés előtt a Főszékesegyházi Kincstár előterében volt látható a várhegy eredeti tervei alapján készült korabeli makett, ma a bazilika emeletén található, a kincstár felett

1761. július 13-án esztergomi érsekké, 1762-ben pedig a magyar korona egész területén levő tanintézetek főfelügyelőjévé, 1764-ben a Szent István-rend nagykeresztes vitézévé nevezték ki.
Az Egerben alapított könyvsajtót 1762-ben Esztergomba helyezte át – ez lett a város első könyvnyomtató intézete. Eltervezte az esztergomi székesegyház felépítését, ami halálával akkor meghiúsult. A tervek (például a makettje) azonban fennmaradtak. Művészetpártolása és mecénási szerepe a pozsonyi és nagyszombati épületeiben elhelyezett gazdag képtárában is kifejezést nyert. Az itáliai festők közül Francesco Solimena egyik alkotása is helyett kapott köztük.

## Személyisége, habitusa
Művelt, nagy tudású főpap volt, több idegen nyelven beszélt. Kedvelte a barokk pompát, a fényűzést, a külsőségeket.
Feltétlenül hű volt a császárhoz; annak akaratát még az egyházat érintő kérdésekben is igyekezett érvényesíteni. Emiatt – a kölcsönös tisztelet betartásával – többször is polémiába keveredett Eszterházy Károllyal, aki utóda  lett az egri püspök székében, és aki inkább kötődött Rómához, mint Bécshez.

## Emlékezete
A temetésén mondott gyászbeszédeket Pozsonyban adták ki 1765-ben.
Eger belvárosában az autóbusz-pályaudvarnak is helyet adó utca viseli a nevét.

## Művei
- Epistola encyclica ad clerum populumque Agriensem. Agriae, 1745 (magyarul is)
- Edictum episcopale Agriense de ritu celebrandorum festorum. Uo. 1754
- Sermo, quem ad frequentem suae dioecesis clerum habuit in cathedrali sua ecclesia Agriensi 1754. Budae
- Nova dispositio Sacrae Scripturae in ordinem ita redactae. ut quolibet anno commode et cum fructu legi possit. Agriae, 1756
- Sermo, habitus Tyrnaviae die 27. sept. 1761. Vindobonae, 1761
- Epistola pastoralis ad archi-episcopatus Strigoniensis clerum et populum. Agriae, 1761
- Exuviae Emerici e com. Eszterházy, episcopi Nitriensis. Strigonii, 1763
- Catechismus ex decreto SS. Concilii Tridentini ad parochos. Tyrnaviae, 1762
- Sermones, quos nomine adstantium exc. procerum i. statuum et oo. regni Hungariae dixit. Posonii, 1764
- Epistola pastoralis ad a. episcopatus Strigoniensis clerum et populum. Agriae, 1764
- Allocutio nomine statuum in regni limitibus apostolicae reginae venientis ad comitia Posonium. Posonii, 1764
- Barkóczy Ferenc egri püspök kiadatlan instrukciója az Egri Egyházmegye területén élő görögkatolikusok számára, 1749 / 19. századi kéziratos görögkatolikus szerkönyvek Nyírgyulajból és Fábiánházáról; sajtó alá rend. Véghseő TamásNyirán János; Szt. Atanáz Görög Katolikus Hittudományi Főiskola, Nyíregyháza, 2012 (Collectanea Athanasiana II. Textus/Fontes)

Országgyűlési beszédeit, melyeket 1764. július 3-án és 5-én mondott, Podhradczky József mutatta be a Magyar Tudományos Akadémia 1852. január 10-iki ülésén. (Magyar Akad. Értesítő 1852.)
Kéziratban maradt munkáit az egri Emlékkönyv és a Beke Antal által kiadott Index Manuscript. Bibl. Battyanianae sorolják föl; egy beszédét és két jelentését a királyhoz az Országos Széchényi Könyvtár őrzi.